# Unione Sportiva Sassuolo Calcio 2012-2013
Questa voce raccoglie le informazioni riguardanti l'Unione Sportiva Sassuolo Calcio nelle competizioni ufficiali della stagione 2012-2013.

## Stagione
Nella stagione 2012-2013 il Sassuolo allenato da Eusebio Di Francesco ha ottenuto una storica promozione in Serie A: il club neroverde rimane in testa alla classifica per diciotto turni consecutivi, laureandosi campione d'inverno con 48 punti grazie alla vittoria sulla Virtus Lanciano. Nel girone di ritorno raccoglie 37 punti, chiudendo lo stupendo campionato a 85 punti. Il Sassuolo è promosso direttamente in A solo all'ultima giornata, grazie alla vittoria sul Livorno: l'autore della rete decisiva è Missiroli, a segno nell'ultimo minuto, il sesto di recupero. Con il Sassuolo sono saliti l'Hellas Verona ed il Livorno che ha vinto i Play-off. Quattro giocatori neroverdi hanno realizzato undici reti in campionato, Domenico Berardi, Richmond Boakye, Leonardo Pavoletti ed Emanuele Terranova. Nella Coppa Italia i neroverdi nel secondo turno hanno eliminato (1-0) l'Avellino, mentre nel terzo turno hanno lasciato il torneo superati (1-0) dal Catania.

## Divise e sponsor
Lo sponsor tecnico, per la stagione 2012-2013, è Sportika mentre lo sponsor ufficiale è Mapei.
| Casa | Trasferta | Terza divisa |

## Organigramma societario
Area direttiva
- Proprietario: Giorgio Squinzi
- Presidente: Carlo Rossi
- Vicepresidente: Sergio Sassi
- Direttore generale: Bonato Nereo
- Direttore della commissione di consulenza legale: Carlo Rossi
- Consigliere: Remo Morini
- Direttore amministrativo: Rossana Nadini

Area comunicazione
- Direttore delle relazioni istituzionali: Remo Morini
- Direttore dell'area Marketing e comunicazione: Massimo Pecchini
- Direttore dell'area commerciale e Ufficio Stampa: Massimo Paroli

Area marketing
- Direttore operazioni e servizi: Barbara Prati
- Direttore dello Sviluppo Web e del Social Network: Chiara Bellori
- Direttore del Stewarding e della gestione magazzino: Luigi Piccolo

Area tecnica
- Direttore sportivo della sezione calcistica: Nereo Bonato
- Allenatore: Eusebio Di Francesco
- Allenatore in seconda: Danilo Pierini
- Team Manager: Stefano Fattori

## Rosa
| N. |                   | Ruolo | Calciatore           |
| -- | ----------------- | ----- | -------------------- |
| 1  | Italia (bandiera) | P     | Alberto Pomini       |
| 3  | Italia (bandiera) | D     | Alessandro Longhi    |
| 4  | Italia (bandiera) | C     | Francesco Magnanelli |
| 5  | Italia (bandiera) | D     | Leonardo Massoni     |
| 5  | Italia (bandiera) | D     | Luca Antei           |
| 6  | Italia (bandiera) | C     | Tommaso Bianchi      |
| 7  | Italia (bandiera) | C     | Simone Missiroli     |
| 8  | Italia (bandiera) | A     | Leonardo Pavoletti   |
| 9  | Italia (bandiera) | A     | Diego Falcinelli     |
| 9  | Ghana (bandiera)  | A     | Richmond Boakye      |
| 10 | Italia (bandiera) | C     | Michele Troiano      |
| 11 | Italia (bandiera) | D     | Paolo Frascatore     |
| 13 | Ghana (bandiera)  | C     | Raman Chibsah        |

| N. |                      | Ruolo | Calciatore          |
| -- | -------------------- | ----- | ------------------- |
| 14 | Italia (bandiera)    | A     | Gaetano Masucci     |
| 16 | Australia (bandiera) | C     | Carl Valeri         |
| 18 | Italia (bandiera)    | A     | Davide Luppi        |
| 19 | Italia (bandiera)    | A     | Gennaro Troianiello |
| 20 | Italia (bandiera)    | D     | Paolo Bianco        |
| 21 | Italia (bandiera)    | C     | Karim Laribi        |
| 22 | Italia (bandiera)    | P     | Mirko Pigliacelli   |
| 23 | Italia (bandiera)    | D     | Marcello Gazzola    |
| 24 | Italia (bandiera)    | D     | Lino Marzorati      |
| 25 | Italia (bandiera)    | A     | Domenico Berardi    |
| 26 | Italia (bandiera)    | D     | Emanuele Terranova  |
| 27 | Italia (bandiera)    | D     | Lorenzo Laverone    |
| 28 | Italia (bandiera)    | A     | Andrea Catellani    |

## Calciomercato

### Sessione estiva(dall'1/7 al 31/8)
| Acquisti | Acquisti            | Acquisti        | Acquisti                   |
| R.       | Nome                | da              | Modalità                   |
| -------- | ------------------- | --------------- | -------------------------- |
| P        | Mirko Pigliacelli   | Parma           | prestito                   |
| D        | Pellegrino Albanese | Mantova         | riscatto compartecipazione |
| D        | Paolo Frascatore    | Roma            | prestito                   |
| D        | Raffaele D'Orsi     | Foggia          | definitivo                 |
| D        | Lorenzo Laverone    | Nocerina        | fine prestito              |
| D        | Leonardo Massoni    | Virtus Lanciano | fine prestito              |
| C        | Raman Chibsah       | Parma           | prestito                   |
| C        | Karim Laribi        | Palermo         | riscatto compartecipazione |
| A        | Nicola Ferrari      | Foligno         | riscatto compartecipazione |
| A        | Andrea Catellani    | Catania         | prestito                   |
| A        | Richmond Boakye     | Juventus        | prestito                   |
| A        | Davide Luppi        | Portogruaro     | fine prestito              |
| A        | Leonardo Pavoletti  | Virtus Lanciano | fine prestito              |

| Cessioni | Cessioni            | Cessioni        | Cessioni                   |
| R.       | Nome                | a               | Modalità                   |
| -------- | ------------------- | --------------- | -------------------------- |
| P        | Davide Bassi        | Empoli          | fine prestito              |
| P        | Walter Bressan      | Varese          | definitivo                 |
| D        | Pellegrino Albanese | Arzanese        | prestito                   |
| D        | Raffaele D'Orsi     | Pavia           | compartecipazione          |
| D        | Marco Piccioni      | Padova          | svincolato                 |
| D        | Angelo Rea          | Varese          | definitivo                 |
| D        | Nicola Donazzan     |                 | svincolato                 |
| D        | Nicolò Consolini    |                 | svincolato                 |
| C        | Giorgio Schiavini   | Feralpisalò     | compartecipazione          |
| C        | Antonio Cinelli     | Lazio           | riscatto compartecipazione |
| C        | Isaac Cofie         | Genoa           | fine prestito              |
| A        | Richmond Boakye     | Genoa           | fine prestito              |
| A        | Diego Falcinelli    | Virtus Lanciano | prestito                   |
| A        | Salvatore Bruno     | Juve Stabia     | svincolato                 |
| A        | Nicola Ferrari      | Aprilia         | compartecipazione          |
| A        | Gianluca Sansone    | Torino          | compartecipazione          |
| A        | Ettore Marchi       | Benevento       | definitivo                 |
| A        | Alessandro Noselli  |                 | svincolato                 |

### Sessione invernale(dall'3/1 al 31/1)
| Acquisti | Acquisti   | Acquisti | Acquisti          |
| R.       | Nome       | a        | Modalità          |
| -------- | ---------- | -------- | ----------------- |
| D        | Luca Antei | Roma     | prestito          |
| A        | Aladje     | Aprilia  | compartecipazione |

| Cessioni | Cessioni         | Cessioni | Cessioni   |
| R.       | Nome             | a        | Modalità   |
| -------- | ---------------- | -------- | ---------- |
| D        | Leonardo Massoni | Perugia  | definitivo |

## Risultati

### Serie B

#### Girone d'andata
| Arbitro: | Pinzani (Empoli) |

|  |           |                                                       |
|  | Marcatori | 29’ Pavoletti 61’ (rig.) Terranova 74’ (rig.) Troiano |

| Arbitro: | Di Paolo (Avezzano) |

|                           |           |                        |
| Berardi 17’ Pavoletti 41’ | Marcatori | 90+1’ (aut.) Missiroli |

| Arbitro: | Gavillucci (Latina) |

|  |           |                        |
|  | Marcatori | 8’, 15’, 39’ Pavoletti |

| Arbitro: | Merchiori (Ferrara) |

|                                           |           |              |
| Valentini 38’ (aut.) Terranova 48’ (rig.) | Marcatori | 87’ Iemmello |

| Arbitro: | Velotto (Grosseto) |

|  |           |                               |
|  | Marcatori | 31’ Missiroli 48’ Troianiello |

| Modena 25 settembre 2012, ore 20:45 CEST 6ª giornata | Sassuolo            | 0 – 0 referto | Vicenza | Stadio Alberto Braglia (2.409 spett.)\| Arbitro: \| Di Bello (Brindisi) \| |
| Arbitro:                                             | Di Bello (Brindisi) |               |         |                                                                            |

| Arbitro: | Roca (Foggia) |

|            |           |  |
| Boakye 32’ | Marcatori |  |

| Arbitro: | Nasca (Bari) |

|               |           |                 |
| Lanzafame 83’ | Marcatori | 38’, 55’ Boakye |

| Arbitro: | Palazzino (Ciampino) |

|                                                            |           |  |
| Gazzola 14’ Terranova 74’ (rig.) Chibsah 82’ Catellani 85’ | Marcatori |  |

| Arbitro: | Pairetto (Nichelino) |

|                |           |  |
| Di Carmine 17’ | Marcatori |  |

| Arbitro: | Ostinelli (Como) |

|             |           |  |
| Berardi 90’ | Marcatori |  |

| Arbitro: | Cervellera (Taranto) |

|            |           |                                           |
| Brosco 84’ | Marcatori | 63’ Valeri 65’ Pavoletti 90+3’ Magnanelli |

| Arbitro: | Pinzani (Empoli) |

|             |           |  |
| Juanito 42’ | Marcatori |  |

| Arbitro: | Nasca (Bari) |

|                                  |           |  |
| Terranova 64’ (rig.) Berardi 66’ | Marcatori |  |

| Arbitro: | Gavillucci (Latina) |

|            |           |            |
| Corvia 29’ | Marcatori | 26’ Boakye |

| Arbitro: | Velotto (Grosseto) |

|                                 |           |              |
| Boakye 18’, 48’ Troianiello 32’ | Marcatori | 23’ Ceravolo |

| Arbitro: | Baracani (Firenze) |

|                             |           |                                           |
| Polenta 33’ Galano 35’, 61’ | Marcatori | 19’ Missiroli 36’ Catellani 78’ Terranova |

| Arbitro: | Merchiori (Ferrara) |

|                          |           |  |
| Boakye 32’ Catellani 57’ | Marcatori |  |

| Arbitro: | Candussio (Cervignano del Friuli) |

|            |           |                                         |
| Farias 68’ | Marcatori | 12’ Terranova 16’ T. Bianchi 59’ Boakye |

| Arbitro: | Borriello (Mantova) |

|                             |           |  |
| Missiroli 28’ Pavoletti 62’ | Marcatori |  |

| Arbitro: | Ciampi (Roma) |

|                                         |           |                             |
| Siligardi 54’ Paulinho 66’ Salviato 78’ | Marcatori | 5’ Catellani 11’ T. Bianchi |

#### Girone di ritorno
| Arbitro: | Gavillucci (Latina) |

|                                                                         |           |  |
| Boakye 18’ Troianiello 48’ Bianchi 64’ Berardi 79’ Masucci 90+1’ (rig.) | Marcatori |  |

| Arbitro: | Nasca (Bari) |

|                          |           |               |
| De Giorgio 13’ Eramo 28’ | Marcatori | 35’ Missiroli |

| Arbitro: | Mariani (Aprilia) |

|                      |           |            |
| Terranova 67’ (rig.) | Marcatori | 78’ Regini |

| Arbitro: | Velotto (Grosseto) |

|              |           |                                                  |
| Cristiano 1’ | Marcatori | 12’ (rig.) Terranova 44’ Troianiello 90’ Berardi |

| Arbitro: | Pinzani (Empoli) |

|                                                   |           |                             |
| Catellani 10’ Terranova 60’ (rig.) T. Bianchi 66’ | Marcatori | 17’ Sansovini 27’ Pichlmann |

| Arbitro: | Candussio (Cervignano del Friuli) |

|  |           |             |
|  | Marcatori | 86’ Berardi |

| Arbitro: | Borriello (Mantova) |

|                            |           |                                                   |
| Fossati 6’ A. Montalto 84’ | Marcatori | 25’ Masucci 39’ Pavoletti 59’ Berardi 70’ Troiano |

| Arbitro: | Pasqua (Tivoli) |

|  |           |                     |
|  | Marcatori | 48’, 75’ Piovaccari |

| Arbitro: | Baracani (Firenze) |

|                                            |           |                                           |
| Troest 54’ Ebagua 64’ (rig.) Zecchin 90+3’ | Marcatori | 6’ Berardi 44’, 55’ Masucci 86’ Pavoletti |

| Arbitro: | La Penna (Roma) |

|                   |           |  |
| Boakye 69’ (rig.) | Marcatori |  |

| Arbitro: | Di Bello (Brindisi) |

|            |           |             |
| Jidayi 90’ | Marcatori | 70’ Berardi |

| Modena 24 marzo 2013, ore 15:00 CET 33ª giornata | Sassuolo      | 0 – 0 referto | Ternana | Stadio Alberto Braglia (3.000 spett.)\| Arbitro: \| Roca (Foggia) \| |
| Arbitro:                                         | Roca (Foggia) |               |         |                                                                      |

| Arbitro: | Irrati (Pistoia) |

|               |           |                  |
| Pavoletti 30’ | Marcatori | 74’ Hallfreðsson |

| Arbitro: | Merchiori (Ferrara) |

|                                               |           |                             |
| Bruno Fernandes 2’ Buzzegoli 13’ Faragò 90+3’ | Marcatori | 16’ Berardi 31’ (aut.) Ludi |

| Arbitro: | Palazzino (Ciampino) |

|            |           |              |
| Longhi 86’ | Marcatori | 45+1’ Corvia |

| Arbitro: | Ostinelli (Como) |

|  |           |                          |
|  | Marcatori | 29’ Boakye 63’ Missiroli |

| Arbitro: | Giancola (Vasto) |

|                            |           |             |
| Pavoletti 23’ Teranova 79’ | Marcatori | 73’ Defendi |

| Arbitro: | Borriello (Mantova) |

|                    |           |               |
| Ardemagni 74’, 90’ | Marcatori | 39’ Catellani |

| Arbitro: | Di Bello (Brindisi) |

|                     |           |            |
| Terranova 2’ (rig.) | Marcatori | 26’ Cutolo |

| Arbitro: | Irrati (Pistoia) |

|                        |           |                         |
| Vastola 4’ Piccolo 41’ | Marcatori | 18’ Berardi 72’ Chibsah |

| Arbitro: | Ostinelli (Como) |

|                 |           |  |
| Missiroli 90+6’ | Marcatori |  |

### Coppa Italia
| Arbitro: | Pairetto (Nichelino) |

|                 |           |  |
| Troianiello 27’ | Marcatori |  |

| Arbitro: | Ciampi (Roma) |

|           |           |  |
| Gómez 73’ | Marcatori |  |